# Modificazione del meteo
La modificazione del meteo è l'insieme teorico di tecniche volte ad alterare o manipolare intenzionalmente il meteo, a partire dalla conoscenza scientifica del sistema. La forma più comune di modificazione climatica è l'inseminazione delle nuvole per aumentare la pioggia e la neve, con l'obiettivo di aumentare la fornitura di acqua locale.

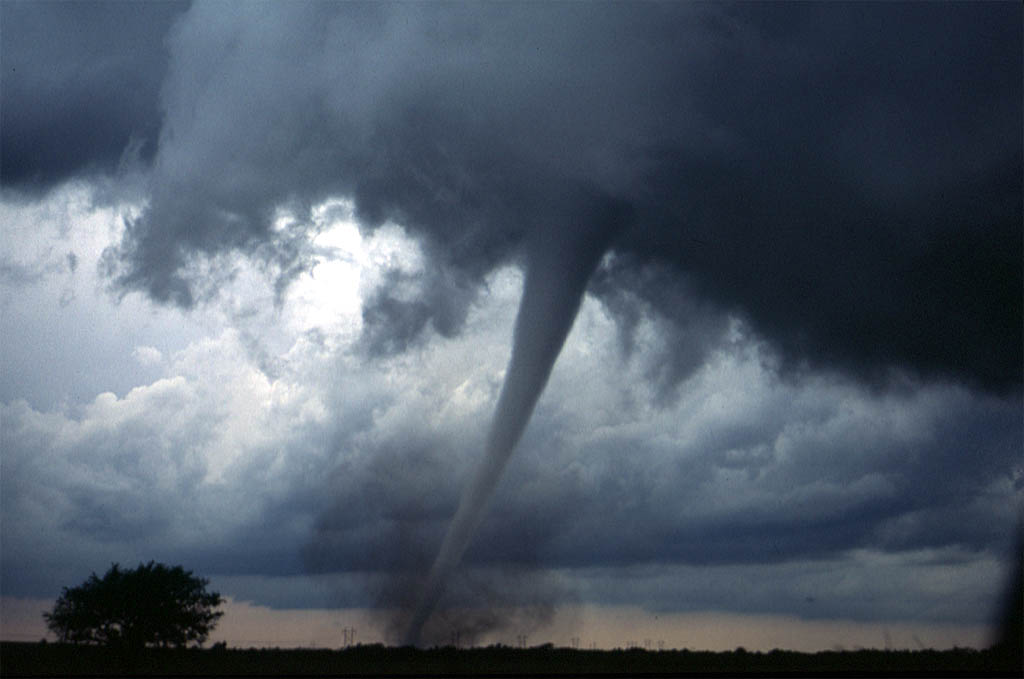
Un tornado vicino Anadarko, in Oklahoma.

La modificazione del clima avrebbe anche l'obiettivo di prevenire fenomeni dannosi, come la grandine o gli uragani o di provocare il clima dannoso contro il nemico, come una tattica di guerra militare o economica. La modificazione del meteo su larga scala e quindi del clima in determinate zone a fini ostili è stata proibita dalle Nazioni Unite con la convenzione ENMOD.

## Storia
Esistono molti racconti nelle tradizioni di diversi paesi che attribuiscono a maghi e streghe il potere di controllare gli elementi e il tempo meteorologico; ad esempio tra i più temuti vi erano i tempestari.
Nell'antica Roma nei periodi di siccità veniva trascinato per la città il lapis manalis, una pietra sacra custodita fuori dalle mura in un tempio dedicato a Marte. Allo stesso modo, le pietre manali del folclore europeo avrebbero dovuto far piovere.
Secondo Adamo di Brema, le streghe scandinave affermavano di saper imprigionare il vento dentro sacchi, o di confinarlo in scatole che poi vendevano ai marinai.
In ambito pseudoscientifico, alcuni studiosi asserirono di potere controllare il meteo: Wilhelm Reich eseguì esperimenti di cloudbusting (letteralmente "accumulo delle nuvole") dagli anni '50 fino agli anni '60. Walter Russell scrisse sul controllo del clima in Atomic Suicide del 1956:"--dargli completo potere di causare piogge, dovunque desideri, sui deserti o sulle praterie e dissipare cicloni sul formarsi."
Per le Olimpiadi del 2008, la Cina aveva in piano di utilizzare 30 aeroplani, 4.000 lanciarazzi, e 7.000 cannoni antiaerei in un tentativo di fermare la pioggia. Ogni sistema avrebbe sparato vari prodotti chimici all'interno di ogni nuvola minacciosa nella speranza di ridurre la caduta della pioggia prima che questa raggiunga lo stadio.
A Gennaio del 2011 molti quotidiani e riviste segnalarono che degli scienziati sostenuti dal governo di Abu Dhabi, la capitale degli Emirati Arabi Uniti, avrebbero creato oltre 50 temporali artificiali tra luglio e agosto 2010 vicino al-'Ayn, una città che si trova vicino al confine con l'Oman. I temporali artificiali si diceva che avessero causato grandini, burrasche e tempeste, sconcertando i residenti locali.

Inseminazione delle nuvole

## Cloud seeding
Il cloud seeding (letteralmente "inseminazione delle nuvole") è una comune tecnica per aumentare le precipitazioni. il cloud seeding comporta lo spruzzo di piccole particelle, come ioduro di argento nelle nubi al fine di influenzare il loro sviluppo, di solito con l'obbiettivo di aumentarne le precipitazioni. Il cloud seeding funziona solo nei punti che presentano già vapore acqueo nell'aria. I critici sostengono che generalmente i successi rivendicati si verificarono in condizioni in cui stava per piovere in ogni caso. È utilizzato in una varietà di paesi che hanno ampie zone aride, inclusi gli Stati Uniti, la Repubblica Popolare Cinese, l'India, e la Russia. Nella Repubblica Popolare Cinese vi è una percepita dipendenza su di esso nelle regioni aride, e vi è il sospetto che venga usato per "pulire l'aria" in luoghi asciutti e pesantemente inquinati, come Pechino. Nelle zone montuose degli Stati Uniti, come le Montagne Rocciose e la Sierra Nevada, il cloud seeding è stato impiegato dal 1950.

## Cultura di massa
- Nell'episodio 2 della quarta stagione di Scorpion, il team crea una tempesta usando il metodo dell'inseminazione delle nuvole unendo nel cielo ioduro di argento e vapore acqueo, usando un elicottero per "mescolare" la miscela per creare delle nuvole.
- Nel film Geostorm, un sistema denominato Dutch Boy può creare temporali usando questo metodo, anche se nella trama viene usato soprattutto per fermare degli avvenimenti climatici che porterebbero alla distruzione della Terra.
- Nei due volumi a fumetti della miniserie "L'Impero a pezzi" (Shattered Empire) di Star Wars, l'Impero tenta un ultimo attacco al pianeta Naboo col progetto "operazione cenere", che consiste nel creare tempeste distruttive tramite l'utilizzo di satelliti artificiali.